# Ескадрені міноносці типу «S» (1917)
Ескадрені міноносці типу «S» 1917 року (англ. S-class destroyer (1917) — клас військових кораблів з 67 ескадрених міноносців, що будувалися британськими суднобудівельними компаніями наприкінці Першої світової війни.
Даний тип військових кораблів брав участь у бойових діях в останні місяці Першої світової війни, а також у ході Громадянських воєн у Росії та в Ірландії. У середині 1920-х есмінці у переважній більшості були виведені до Резерву Флоту, і згодом відправлена на брухт. 11 ескадрених міноносців цього типу взяли участь у битвах та боях Другої світової війни.

## Ескадрені міноносці типу S

### Ескадрені міноносці типу «Адміралті S»
| Корабель                 | Номер вимпелу | Номер вимпелу | Виготовлювач                                           | Закладено         | Спущено           | У строю          | Статус |
| ------------------------ | ------------- | ------------- | ------------------------------------------------------ | ----------------- | ----------------- | ---------------- | --- |
| Корабель                 | до 1922       | після 1922    | Виготовлювач                                           | Закладено         | Спущено           | У строю          | Статус |
| Замовлення 7 квітня 1917 |               |               |                                                        |                   |                   |                  | |
| «Самум»                  | G.44          | H.53          | John Brown & Company, Клайдбанк                        | 30 травня 1917    | 26 січня 1918     | березень 1918    | 8 січня 1931 року проданий на брухт |
| «Сімітар»                | G.41          | H.21          | John Brown & Company, Клайдбанк                        | 30 травня 1917    | 27 лютого 1918    | 13 квітня 1918   | 1947 році проданий на брухт |
| «Скотсмен»               | G.30          | H.52          | John Brown & Company, Клайдбанк                        | 10 грудня 1917    | 30 березня 1918   | 21 травня 1918   | 13 липня 1937 року переданий компанії Thos W Ward |
| «Скаут»                  | G.35          | H.51          | John Brown & Company, Клайдбанк                        | 25 жовтня 1917    | 27 квітня 1918    | 15 червня 1918   | 11 лютого 1946 року проданий на брухт |
| «Сенатор»                | G.36          | D.02          | William Denny & Brothers, Дамбартон                    | 10 липня 1917     | 2 квітня 1918     | 7 червня 1918    | 7 вересня 1936 року переданий компанії Thos W Ward |
| «Сіпой»                  | G.26          | D.03          | William Denny & Brothers, Дамбартон                    | 6 серпня 1917     | 22 травня 1918    | 6 серпня 1918    | 2 липня 1932 року проданий на брухт |
| «Сераф»                  | G.60          | D.04          | William Denny & Brothers, Дамбартон                    | 4 жовтня 1917     | 8 липня 1918      | 25 грудня 1918   | у травні 1934 року проданий на брухт |
| «Шамрок»                 | F.50          | H.06          | William Doxford & Sons, Сандерленд                     | листопад 1917     | 26 серпня 1918    | 16 вересня 1919  | 23 листопада 1936 року проданий на брухт |
| «Шикарі»                 | –             | D.85          | William Doxford & Sons, Сандерленд                     | 15 січня 1918     | 14 липня 1919     | квітень 1924     | 13 вересня 1945 року проданий на брухт |
| «Саксесс»                | F.1A          | H.5A          | William Doxford & Sons, Сандерленд                     | 1917              | 29 червня 1918    | квітень 1919     | у квітні 1919 року переданий до Королівського ВМФ Австралії. 4 червня 1937 року проданий на брухт                                                                                |
| «Сикх»                   | H.94          | D.06          | Fairfield Shipbuilding and Engineering Company, Говань | серпень 1917      | 7 травня 1918     | 29 червня 1918   | 26 липня 1927 року проданий на брухт |
| «Сірдар»                 | G.27          | D.59          | Fairfield Shipbuilding and Engineering Company, Говань | серпень 1917      | 6 липня 1918      | 6 вересня 1918   | 4 травня 1934 року проданий на брухт |
| «Сомма»                  | G.52          | D.07          | Fairfield Shipbuilding and Engineering Company, Говань | листопад 1917     | 10 вересня 1918   | 4 листопада 1918 | 25 серпня 1932 року проданий на брухт |
| «Стедфаст»               | F.99          | H.37          | Palmers Shipbuilding and Iron Company, Геббурн         | вересень 1917     | 8 серпня 1918     | березень 1919    | 28 липня 1934 року проданий на брухт |
| «Стерлінг»               | F.A3          | H.31          | Palmers Shipbuilding and Iron Company, Геббурн         | жовтень 1917      | 8 жовтня 1918     | березень 1919    | 25 серпня 1932 року проданий на брухт |
| «Свалоу»                 | F.73          | D.14          | Scott's Shipbuilding & Engineering Company, Грінок     | вересень 1917     | 1 серпня 1918     | 27 вересня 1918  | 24 вересня 1936 року проданий |
| «Сордмен»                | F.3A          | H.8A          | Scott's Shipbuilding & Engineering Company, Грінок     | 1917              | 28 грудня 1918    | березень 1919    | у квітні 1919 року переданий Королівському флоту Австралії. 8 лютого 1939 року затоплений                                                                                        |
| «Сейбр»                  | G.56          | H.18          | Alexander Stephen and Sons, Лайтхауз                   | 10 вересня 1917   | 23 вересня 1918   | 9 листопада 1918 | у листопаді 1945 року списаний |
| «Саладин»                | F.0A          | H.54          | Alexander Stephen and Sons, Лайтхауз                   | 10 вересня 1917   | 17 лютого 1919    | 11 квітня 1919   | 29 червня 1947 року проданий на брухт |
| «Шарк»                   | F.A1          | D.05          | Swan Hunter, Волсенд                                   | вересень 1917     | 9 квітня 1918     | 10 липня 1918    | 5 лютого 1931 року проданий на брухт |
| «Спароухок»              | G.53          | D.08          | Swan Hunter, Волсенд                                   | вересень 1917     | 14 травня 1918    | 4 вересня 1918   | 5 лютого 1931 року проданий на брухт |
| «Сплендід»               | G.57          | D.11          | Swan Hunter, Волсенд                                   | вересень 1917     | 10 липня 1918     | жовтень 1918     | 8 січня 1931 року проданий на брухт |
| «Триб'юн»                | F.9A          | D.16          | J. Samuel White & Company, Коуз                        | 21 серпня 1917    | 28 березня 1918   | 16 липня 1918    | 17 грудня 1931 року проданий на брухт |
| «Тринідад»               | G.38          | D.17          | J. Samuel White, Коуз                                  | 15 вересня 1917   | 8 квітня 1918     | 9 вересня 1918   | 16 лютого 1932 року проданий на брухт |
| Замовлення червня 1917   |               |               |                                                        |                   |                   |                  | |
| «Тактишн»                | G.54          | H.99          | William Beardmore & Company, Далмуїр                   | 21 листопада 1917 | 7 серпня 1918     | 23 жовтня 1918   | у лютому 1931 року проданий на брухт |
| «Тара»                   | G.62          | H.92          | William Beardmore & Company, Далмуїр                   | 21 листопада 1917 | 12 жовтня 1918    | 9 грудня 1918    | 17 грудня 1931 року проданий на брухт |
| «Тасманія»               | G.97          | H.7A          | William Beardmore & Company, Далмуїр                   | 18 грудня 1917    | 22 листопада 1918 | 29 січня 1919    | у квітні 1919 року переданий Австралійському флоту. 4 червня 1937 року списаний на брухт                                                                                         |
| «Тату»                   | F.2A          | H.6A          | William Beardmore & Company, Далмуїр                   | 21 грудня 1917    | 28 грудня 1918    | 7 квітня 1919    | у квітні 1919 року переданий Австралійському флоту. 4 червня 1937 року списаний на брухт                                                                                         |
| «Сайс»                   | G.32          | H.22          | John Brown & Company, Клайдбанк                        | 14 січня 1918     | 25 травня 1918    | 8 липня 1918     | 28 листопада 1931 року проданий на брухт |
| «Сібеар»                 | G.29          | H.23          | John Brown & Company, Клайдбанк                        | 13 грудня 1917    | 6 липня 1918      | вересень 1918    | 5 лютого 1931 року проданий на брухт |
| «Сіфайр»                 | G.68          | H.19          | John Brown & Company, Клайдбанк                        | 27 лютого 1918    | 10 серпня 1918    | листопад 1918    | 14 вересня 1936 року проданий на брухт |
| «Сечер»                  | G.72''        | H.20          | John Brown & Company, Клайдбанк                        | 30 березня 1918   | 11 вересня 1918   | листопад 1918    | 25 березня 1936 року проданий на брухт |
| «Сівулф»                 | G.47          | H.07          | John Brown & Company, Клайдбанк                        | 30 квітня 1918    | 2 листопада 1918  | січень 1919      | 23 лютого 1931 року проданий на брухт |
| «Серапіс»                | F.21          | D.58          | William Denny and Brothers, Дамбартон                  | 4 грудня 1917     | 17 вересня 1918   | 21 березня 1919  | 25 січня 1934 року проданий на брухт |
| «Сірен»                  | F.7A          | H.25          | William Denny and Brothers, Дамбартон                  | 2 лютого 1918     | 30 листопада 1918 | 30 квітня 1919   | 14 вересня 1936 року проданий на брухт |
| «Сезам»                  | F.5A          | H.35          | William Denny and Brothers, Дамбартон                  | 13 березня 1918   | 30 грудня 1918    | 28 березня 1919  | 4 травня 1934 року проданий на брухт |
| «Спєе»                   | G.55          | D.09          | Fairfield Shipbuilding and Engineering Company, Говань | березень 1918     | 9 листопада 1918  | 17 грудня 1918   | 13 липня 1926 року проданий на брухт |
| «Спіндріфт»              | G.21          | H.57          | Fairfield Shipbuilding and Engineering Company, Говань | квітень 1918      | 30 грудня 1918    | 2 квітня 1919    | у липні 1936 року проданий на брухт |
| «Тенедос»                | F.A4          | H.04          | R. & W. Hawthorn Leslie & Company, Геббурн             | 6 грудня 1917     | 21 жовтня 1918    | 11 червня 1919   | 5 квітня 1942 року затоплений японськими бомбардувальниками в бухті Коломбо |
| «Танет»                  | G.24          | H.29          | R. & W. Hawthorn Leslie & Company, Геббурн             | 13 грудня 1917    | 5 листопада 1918  | 30 серпня 1919   | 27 січня 1942 року затоплений японськими кораблями в бою при Ендау в Британській Малайї                                                                                          |
| «Фракіан»                | G.A4          | D.86          | R. & W. Hawthorn Leslie & Company, Геббурн             | 17 січня 1918     | 5 березня 1920    | 21 квітня 1920   | 25 грудня 1941 року сів на мілину в Гонконзі, захоплений японцями. З жовтня 1942 до вересня 1945 року — на службі Імперського флоту Японії. У лютому 1946 року проданий на брухт |
| «Турбулен»               | F.55          | H.34          | R. & W. Hawthorn Leslie & Company, Геббурн             | 14 листопада 1917 | 29 травня 1919    | 10 жовтня 1919   | 25 серпня 1936 року проданий на брухт |
| «Стоунхендж»             | G.99          | –             | Palmers Shipbuilding and Iron Company, Геббурн         | березень 1918     | 19 березня 1919   | вересня 1919     | 6 листопада 1920 року наразився на скелю біля Смирни та затонув |
| «Штормклауд»             | D.89          | H.05          | Palmers Shipbuilding and Iron Company, Геббурн         | травень 1918      | 30 травня 1919    | 28 січня 1920    | 28 липня 1934 року проданий на брухт |
| «Стренйос»               | G.64          | H.03          | Scotts Shipbuilding and Engineering Company, Грінок    | березень 1918     | 9 листопада 1918  | січень 1919      | 25 серпня 1932 року проданий на брухт |
| «Стронгхолд»             | F.8A          | H.50          | Scotts Shipbuilding and Engineering Company, Грінок    | березень 1918     | 6 травня 1919     | 2 липня 1919     | 4 березня 1942 року затоплений японськими кораблями південніше Яви |
| «Старді»                 | F.96          | H.28          | Scotts Shipbuilding and Engineering Company, Грінок    | квітень 1918      | 26 червня 1919    | 15 жовтня 1919   | 30 жовтня 1940 року затонув біля острову Тайрі |
| «Сардонікс»              | F.34          | H.26          | Alexander Stephen and Sons, Лайтхауз                   | 25 березня 1918   | 27 травня 1919    | 12 липня 1919    | 1945 році проданий |
| «Спортів»                | G.48          | D.12          | Swan Hunter, Волсенд                                   | лютий 1918        | 19 вересня 1918   | грудень 1918     | 25 вересня 1936 року проданий на брухт |
| «Столворт»               | F.4A          | H.4A          | Swan Hunter, Волсенд                                   | квітень 1918      | 23 жовтня 1918    | квітень 1919     | у квітні 1919 року переданий Австралії. 22 липня 1939 року затонув біля східного берега Австралії                                                                                |
| «Тілбарі»                | G.37          | H.38          | Swan Hunter, Волсенд                                   | листопад 1917     | 13 червня 1918    | 17 вересня 1918  | у лютому 1931 року проданий на брухт |
| «Тінтагель»              | G.51          | H.89          | Swan Hunter, Волсенд                                   | грудень 1917      | 9 серпня 1918     | грудень 1918     | 16 лютого 1932 року проданий на брухт |
| «Троян»                  | G.66          | H.44          | J. Samuel White & Company, Коуз                        | 3 січня 1918      | 20 липня 1918     | 6 грудня 1918    | 24 вересня 1936 року проданий на брухт |
| «Труан»                  | G.23          | H.98          | J. Samuel White & Company, Коуз                        | 14 лютого 1918    | 18 вересня 1918   | 17 березня 1919  | 28 листопада 1931 року проданий на брухт |
| «Трасті»                 | F.A2          | H.56          | J. Samuel White & Company, Коуз                        | 11 квітня 1918    | 6 листопада 1918  | 9 травня 1919    | 25 вересня 1936 року проданий на брухт |

### Ескадрені міноносці типу «Торнікрофт S»
| Корабель                 | Номер вимпелу | Номер вимпелу | Виготовлювач                           | Закладено     | Спущено        | У строю        | Статус                                                                                                |
| ------------------------ | ------------- | ------------- | -------------------------------------- | ------------- | -------------- | -------------- | --- |
| Корабель                 | до 1922       | після 1922    | Виготовлювач                           | Закладено     | Спущено        | У строю        | Статус                                                                                                |
| Замовлення 7 квітня 1917 |               |               |                                        |               |                |                | |
| «Спіді»                  | G.36          | –             | John I. Thornycroft & Company, Вулстон | травень 1917  | 1 червня 1918  | 14 серпня 1918 | 24 вересня 1922 року затонув у наслідок зіткнення                                                     |
| «Тобаго»                 | G.61          | –             | John I. Thornycroft & Company, Вулстон | травень 1917  | 15 липня 1918  | 2 жовтня 1918  | 12 листопада 1920 року підірвався на міні                                                             |
| Замовлені у червні 1917  |               |               |                                        |               |                |                | |
| «Торбей»                 | F.35          | H.24          | John I. Thornycroft & Company, Вулстон | листопад 1917 | 6 березня 1919 | 17 липня 1919  | у березні 1928 року переданий Королівському флоту Канади; перейменований на «Чемплейн». Списаний 1937 |
| «Тореадор»               | F.6A          | H.55          | John I. Thornycroft & Company, Вулстон | листопад 1917 | 7 грудня 1918  | квітень 1919   | у березні 1928 року переданий Королівському флоту Канади; перейменований на «Ванкувер». Списаний 1937 |
| «Турмалін»               | D.83          | D.10          | John I. Thornycroft & Company, Вулстон | січень 1918   | 12 квітня 1919 | грудень 1919   | 28 листопада 1931 року проданий на брухт                                                              |

### Ескадрені міноносці типу «Ярроу S»
| Корабель                 | Номер вимпелу | Номер вимпелу | Виготовлювач                 | Закладено    | Спущено          | У строю        | Статус                                                                                   |
| ------------------------ | ------------- | ------------- | ---------------------------- | ------------ | ---------------- | -------------- | ---------------------------------------------------------------------------------------- |
| Корабель                 | до 1922       | після 1922    | Виготовлювач                 | Закладено    | Спущено          | У строю        | Статус                                                                                   |
| Замовлення 7 квітня 1917 |               |               |                              |              |                  |                |                                                                                          |
| «Торч»                   | G.33          | D.15          | Yarrow and Company, Скотстон | квітень 1917 | 16 березня 1918  | 11 травня 1918 | 19 листопада 1929 року проданий на брухт                                                 |
| «Томахоук»               | G.34          | D.79          | Yarrow and Company, Скотстон | квітень 1917 | 11 травня 1918   | 8 липня 1918   | 26 червня 1928 року проданий на брухт                                                    |
| «Трифон»                 | G.42          | –             | Yarrow and Company, Скотстон | квітень 1917 | 22 червня 1918   | вересень 1918  | 4 травня 1919 року розбився на скелях біля Мальти. 27 вересня 1920 року проданий на злам |
| «Т'юмілт»                | G.58          | D.18          | Yarrow and Company, Скотстон | червень 1917 | 17 вересня 1918  | грудень 1918   | 3 жовтня 1928 року проданий на брухт                                                     |
| «Таквойз»                | G.22          | H.02          | Yarrow and Company, Скотстон | червень 1917 | 9 листопада 1918 | березень 1919  | у січні 1932 року проданий на брухт                                                      |
| «Тускан»                 | F.A5          | D.80          | Yarrow and Company, Скотстон | червень 1917 | 1 березня 1919   | 24 червня 1919 | 25 серпня 1932 року проданий на брухт                                                    |
| «Тіріан»                 | D.84          | H.01          | Yarrow and Company, Скотстон | червень 1917 | 2 липня 1919     | 23 грудня 1919 | у лютому 1930 року проданий на брухт                                                     |